# Jelcz-Laskowice (gmina)
Jelcz-Laskowice (1973-86 gmina Laskowice Oławskie) – gmina miejsko-wiejska w województwie dolnośląskim, w powiecie oławskim, należące do aglomeracji wrocławskiej. 
Siedziba gminy to Jelcz-Laskowice.
W latach 1975–1998 gmina położona była w województwie wrocławskim.
Według danych z 31 grudnia 2013 gminę zamieszkiwało 23 190 osób, z czego w mieście 68,8%. Natomiast według danych z 30 czerwca 2020 roku gminę zamieszkiwało 23 298 osób.

## Struktura powierzchni
Według danych z roku 2002 gmina Jelcz-Laskowice ma obszar 168,1 km², w tym:
- użytki rolne: 57%
- użytki leśne: 33%

Gmina stanowi 32,1% powierzchni powiatu.

## Demografia
Dane z 31 grudnia 2013
| Opis                              | Ogółem | Ogółem | Kobiety | Kobiety | Mężczyźni | Mężczyźni |
| --------------------------------- | ------ | ------ | ------- | ------- | --------- | --------- |
| jednostka                         | osób   | %      | osób    | %       | osób      | %         |
| populacja                         | 23 190 | 100    | 11 731  | 50,6    | 11 459    | 49,4      |
| gęstość zaludnienia (mieszk./km²) | 137,9  | 137,9  | 69,8    | 69,8    | 68,1      | 68,1      |

Gmina Jelcz-Laskowice liczy 23 190 mieszkańców, w tym miasto zamieszkuje 15 959 ludzi a 15 sołectw 7 231 osób. Jest to gmina miejsko-wiejska, co oznacza, że miasto nie jest oddzielone samorządowo od wsi. Od roku 1987 do 1990 zauważa się wzrost liczby ludności (ok. 2500), natomiast w latach 1991–1996 wzrost był minimalny. Średnia gęstość zaludnienia wynosi w gminie 137 os/km². Przyrost naturalny jest stosunkowo niski: 3,4 promila. Spowodowane jest to najprawdopodobniej trudnościami ekonomicznymi, mieszkaniowymi, wysokim bezrobociem oraz upowszechnianiem się nowego modelu rodziny (2+1). Ludność w wieku produkcyjnym wynosi 13 769 osób, pracujących jest ok. 5677 osób, natomiast bezrobotnych 1492 osoby.

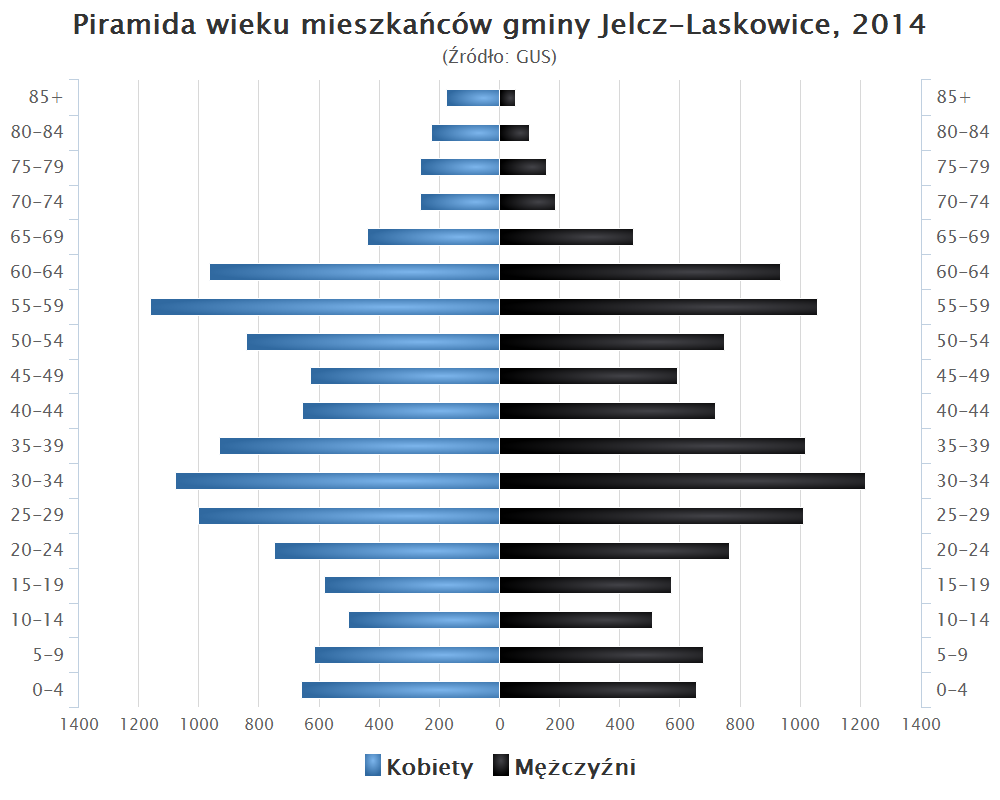
Piramida wieku mieszkańców gminy Jelcz-Laskowice w 2014 roku

## Komunikacja
Przez pd.-zach. część gminy przebiega droga wojewódzka nr 455, a przez część pd. droga wojewódzka nr 396. Ze wsch. na zach. przebiega linia kolejowa nr 277 (Biskupice Oławskie, Minkowice Oławskie, Kopalina, Jelcz-Laskowice, Jelcz Miłoszyce) oraz niewielki odcinek linii kolejowej nr 292 (Jelcz Miłoszyce). W pd.-zach. części gminy przepływająca Odra stanowi Odrzańską Drogę Wodną.

## Ochrona przyrody
Na obszarze gminy znajduje się rezerwat przyrody Łacha Jelcz chroniący naturalne stanowisko chronionego gatunku rośliny wodnej, kotewki orzecha wodnego.

## Fauna i flora
Współczesna flora i fauna okolic Jelcza-Laskowic, jak i całej Niziny Śląskiej, jest dziedzictwem okresu polodowcowego. W drzewostanie największą rolę odgrywa sosna i dąb, przemieszane z grabem, brzozą, wiązem, lipą, jesionem i świerkiem. Występowanie licznych gatunków zwierząt na leśno-łąkowych terenach gminy nie może przesłonić faktu, że jeszcze 300 lat temu żyły tutaj łosie, bobry, rysie, niedźwiedzie, żbiki, które wyginęły wskutek gospodarczej działalności człowieka. Dzisiaj, w tutejszych lasach żyją sarny, jelenie, dziki, zające, wiewiórki, jeże, a spośród drapieżników lisy i kuny.

### Zwierzęta objęte ochroną gatunkową
- Owady – Dolina Odry, a w szczególności starorzecza i lasy łęgowe obfitują w owady z rodzaju biegaczowatych. Jednym z nich, szczególnie rzadki, jest kozioróg dębosz, żyjący w starych dębach. Innym cennym gatunkiem jest paź królowej – motyl występujący na łąkach z dużą ilością roślin baldaszkowatych,
- Płazy i gady – nad Odrą i Smortawą spotyka się kilka gatunków żab i ropuch, traszki, jaszczurki, padalca, zaskrońca i żmiję zygzakowatą,
- Ptaki – na terenie gminy stwierdzono występowanie 109 gatunków ptaków objętych ochroną. Główne skupiska ptaków chronionych to:
  - dolina rzeki Odry w pasie od miejscowości Stary Otok do miejscowości Łęg, obejmujący rezerwat "Łacha Jelcz",
  - obszar stawów w Nowym Dworze wraz z otaczającymi je lasami – duża liczba gatunków związanych z wodą – kormorany, czaple,
  - kompleks leśny w północnej części gminy z charakterystycznymi gatunkami leśnymi,
- Ssaki – z tej grupy zwierząt występuje kret, jeż, ryjówka aksamitna, kuna, gronostaj, łasica, zając szarak, lis, jenot, borsuk, sarna, jeleń, dzik oraz dwa gatunki nietoperzy – mroczek późny i karlik malutki. Na terenach z dużą ilością wód spotkać można rzęsorka rzeczka i wydrę.

### Pomniki przyrody ożywionej i nieożywionej
Na terenie gminy zlokalizowanych jest 15 pomników przyrody, które znajdują się w obrębach następujących miejscowości:
- Dębina – dwa dęby szypułkowe (w tym Dąb Słowianin, „Drzewo Roku 2014”, okaz o obwodzie 751 cm, mierzony w 2015)[7], trzy głazy narzutowe,
- Dziuplina – sosna pospolita,
- Grędzina – głaz narzutowy,
- Miłocice – głaz narzutowy, grupa 13 drzew: 3 dęby, 6 jesionów, 4 lipy,
- Nowy Dwór – dwa dęby szypułkowe,
- Jelcz-Laskowice – trzy dęby szypułkowe, sosna pospolita, lipa drobnolistna.

## Sąsiednie gminy
Bierutów, Czernica, Lubsza, Namysłów, Oleśnica, m. Oława, Oława